# 미카즈키번
미카즈키 번(일본어: 三日月藩 미카즈키한[*])은 일본 에도 시대 하리마국 사요군 미카즈키(현 효고현 사요군 사요정 미카즈키) 주변을 지배했던 번이다. 노이노 번(乃井野藩)이라는 별명도 있으며, 번청은 미카즈키 진야이다.

## 번의 역사
겐로쿠 10년(1697년), 미마사카국 쓰야마번주였던 모리 가문(森氏) 종가의 영지가 몰수되면서, 쓰야마 신덴 번의 1만 5천 석 번주였던 모리 나가토시가 이전과 똑같은 규모의 1만 5천 석 영지를 받고 미카즈키 번을 세웠다. 사요 군・잇사이 군(揖西郡)・시소 군(宍粟郡) 내 등지의 일부를 지배했던 미카즈키 번의 모리 가문은 9대 174년 동안 이곳을 지배하였다.
5대 번주 모리 하야아쓰는 간세이 7년(1759년)에 사재를 털어 번교 광업관(広業館)을 창설하여, 번사들과 그 자제들의 교육에 힘썼다. 메이지 원년(1868년)의 보신 전쟁에서는 신정부군 소속으로써 도호쿠 원정에 참가하였다. 메이지 4년(1871년) 7월 14일, 미카즈키 번은 폐번치현으로 폐지되어 미카즈키 현이 되었다. 이후, 히메지현・시카마현(飾磨県)을 거쳐 효고현으로 편입되었다. 번주 가문인 모리 가문은 메이지 17년(1884년)에 자작이 되어 화족의 반열에 올랐다.

## 역대 번주
1. 모리 나가토시(森長俊) 재위 1697년 ~ 1715년
2. 모리 나가노리(森長記) 재위 1715년 ~ 1739년
3. 모리 도시하루(森俊春) 재위 1739년 ~ 1774년
4. 모리 도시쓰구(森俊韶) 재위 1774년 ~ 1793년
5. 모리 하야아쓰(森快温) 재위 1793년 ~ 1801년
6. 모리 나가요시(森長義) 재위 1801년 ~ 1809년
7. 모리 나가아쓰(森長篤) 재위 1809년 ~ 1816년
8. 모리 나가쿠니(森長国) 재위 1816년 ~ 1848년
9. 모리 도시시게(森俊滋) 재위 1848년 ~ 1871년

## 같이 보기
- 쓰야마번
- 니시에바라번
- 아코번
- 쓰야마 신덴번
- 미야가와번
- 니미번
- 시모다테번
- 구루메번